# Садовский, Евгений Иванович
Евгений Иванович Садовский (англ. Eugene Sadowski; 30 августа 1911, Мариуполь, Екатеринославская губерния — 13 августа 1987, Нейплс, Флорида) — советский переводчик художественной литературы с немецкого языка, сотрудник нацистской пропаганды и американский профессор математики.

## Переводчик
С 1926 года в Москве, окончил немецкое отделение факультета литературного перевода Института новых языков (1932), затем учился на механико-математическом факультете МГУ. Увлекался шахматами, выступал за команду московских писателей. Переводил романы Генриха Манна (в 1937 и 1939 годах опубликован роман «Юность короля Генриха IV», начал перевод второй части манновской дилогии), стихотворения и прозу Фридриха Гёльдерлина, лирику Райнера Марии Рильке, стихи немецкого поэта-коммуниста Иоганнеса Бехера. В 1941 году пятикурсник МГУ Садовский был призван в армию. Имел звание техник-интендант 1-го ранга. С 27 января 1942 года (по ОБД «Мемориал») числился пропавшим без вести близ деревни Слободка Орловской области (ныне Калужская).

## «Посмертная» легенда
Считался в СССР погибшим на войне. Оставшиеся в рукописи его переводы издавались «посмертно» (роман Гёльдерлина «Гиперион» опубликован в 1969 году), статья о нём вошла в сборник «Строка, оборванная пулей: Московские писатели, павшие на фронтах Великой Отечественной войны» (1976 год). С воспоминаниями о Садовском выступали Иоганнес Бехер, переводчик Вильгельм Левик, физик Кирилл Станюкович. Об обстоятельствах его смерти создавались легенды:
… в штаб немецкой дивизии был доставлен тяжело раненый русский, в кармане гимнастерки которого обнаружился томик Гельдерлина на немецком языке. В ходе короткого допроса выяснилось, что тяжелораненый — переводчик стихов Гельдерлина на русский. Вскоре после допроса он умер… (Иоганнес Бехер, «Размышление об искусстве на войне», 1943)
В последний раз его видели на Смоленщине, когда ночью, полуодетый, он во время внезапной атаки фашистов выбегал из горящего дома. Атаку отбили… В его полевой сумке нашли солдатский аттестат, неоконченное письмо к жене и все тот же неизменный томик Гельдерлина… (Вильгельм Левик, статья под названием «Со стихами в рюкзаке», «Литературная газета», 1970).
Имя Садовского помещено на мемориальной доске «Московские писатели, погибшие на фронтах Великой Отечественной войны 1941—1945» в Центральном доме литераторов.
Двадцать переводов Садовского из Рильке сохранились в фонде журнала «Октябрь» в РГАЛИ, пять тысяч стихотворных строк Гёльдерлина остались неопубликованными и находятся в архиве наследников.

## На службе у немцев
В действительности Садовский не погиб в январе 1942 года, а добровольно перешёл (25 января) на сторону немцев, сдавшись в плен 2-й танковой армии вермахта. В оккупированном Орле с 19 февраля 1942 года работал в редакции издаваемой 693-й ротой пропаганды русской газеты «Речь», затем газету переподчинили 612-й роте пропаганды в Орджоникидзеграде (ныне Бежица — район Брянска).
Одновременно сотрудничал с оперштабом министра оккупированных территорий Альфреда Розенберга и готовил аналитические разработки о жизни в Советском Союзе. Затем эвакуировался вместе с газетой «Речь» и немецкими войсками на Запад — в Бобруйск, Минск, Рацибуж в Силезии. В ноябре 1944 года командирован в антисемитскую службу «Weltdienst» во Франкфурт-на-Майне.

## Послевоенная судьба
Остался в американской зоне оккупации Германии. Выступал в шахматных турнирах «перемещенных лиц» (Ди-Пи), используя псевдоним «Салтовскис» (март 1946, лагерь Мербек в Нижней Саксонии). 4 августа 1949 выехал в США из Бремерхафена на пароходе «Генерал Хейнцельман», профессия указана как «переводчик/учитель»; жил в Силвер-Спринг, Мэриленд. Номер американского социального страхования выдан в 1952 году в Вашингтоне, где Садовский проживал и в 1955 году. Попытки эмигрантских политических организаций середины 1950-х годов привлечь его к участию в своих изданиях были безуспешными из-за «лености» Садовского, не отвечавшего на письма («ленивым» называют его и немецкие характеристики).
Не позднее 1963 года получил должность профессора математики в университете Майами, был членом Американского математического общества (1964), выступал и в шахматных соревнованиях (упоминается в Chess Life and Review, 1976). В конце 1960-х — начале 1970-х годов переводил русские математические статьи, публиковавшиеся в выпускаемых Обществом сборниках «Soviet mathematics».
Умер в Нейплсе (Флорида)..

## Публикации
Переводы
- Генрих Манн. Юность короля Генриха Четвёртого. Перевод Е. И. Садовского / «Интернациональная литература», № 9—10, 1937; отд. изд., М., ГИХЛ, 1939 (2-е изд. Свердловск, Свердловское книжное издательство, 1956).
- Гиперион. Перевод Е. И. Садовского / Фридрих Гёльдерлин. Сочинения. М.: Художественная литература, 1969
- Гиперион, или Отшельник в Греции (роман); Досуг (стихотворение). Перевод Е. А. [ошибка в инициале!] Садовского / Фридрих Гёльдерлин. Гиперион. Стихи. Письма. Сюзетта Гонтар. «Письма Диотимы» (Письма к Фридриху Гёльдерлину). Издание подготовила Н. Т. Беляева. Москва: Наука, 1988 (Литературные памятники).
- Из «Сонетов к Орфею». Перевод Е. И. Садовского / Райнер Мария Рильке. Стихотворения, 1906—1926; Сост. Е. Витковский. — Москва ; Харьков : АСТ : Фолио, 1999.
- Подборка на сайте «Век перевода»

Математические работы
- McKnight, J. D., Jr.; Sadowski, E. The kernel of the wreath product of semigroups. Semigroup Forum 4 (1972), 232—236.